# Капитан Немо (фильм)
«Капита́н Не́мо» — советский трёхсерийный телевизионный художественный фильм по мотивам романов Жюля Верна «20 000 льё под водой» и «Паровой дом», премьера которого состоялась 29—31 марта 1976 года по Первой программе ЦТ. Первая серия называется «Железный кит», вторая — «Принц Даккар», третья — «„Наутилус“ продолжает борьбу».

## Сюжет

### Серия 1. «Железный кит»
Вторая половина XIX века. Неведомое морское чудовище последние два года уничтожает и повреждает военные корабли разных стран; у тех из них, кто добирается до порта, обнаруживаются гигантские треугольные пробоины в бортах. Мореплавание под угрозой, США снаряжают военный фрегат «Голубая Звезда», чтобы найти и уничтожить чудовище. Знаменитый своим трудом о тайнах морских глубин французский профессор Пьер Аронакс в день своей свадьбы получает приглашение присоединиться к карательной экспедиции и принимает его. После трёхмесячного безуспешного поиска в океане фрегат обнаруживает чудовище и атакует его, но в результате сам получает повреждения. Профессор, его слуга Консель и китобой Нед Ленд оказываются за бортом и попадают на подводный корабль, который и принимали за гигантское опасное животное. Невиданный корабль называется «Наутилус». Создатель, владелец и капитан корабля называется именем Немо («Никто» — по-латыни). Он объявляет спасённым, что они останутся на «Наутилусе» навсегда, чтобы не иметь возможности разгласить его тайну. Профессор, Консель и Ленд вынуждены подчиниться.
Оказывается, что Немо и Аронакс давно уже заочно знакомы: именно Немо, прочитавший труд профессора и понявший, что его автор искренне увлечён морем и его тайнами, время от времени присылал Аронаксу морские диковины, зарисовки, фотографии и описания, опровергавшие многие из высказанных профессором теоретических предположений. Теперь же профессору предлагается заняться изучением морских глубин «изнутри» — такое предложение не может не привлечь истинного энтузиаста. А жене Аронакса по инициативе капитана доставляется письмо, из которого она узнаёт, что её муж жив.
Между тем Нед Ленд думает только о побеге. Он находит в экипаже корабля Франсуа — молодого матроса-француза, в своё время подобранного капитаном в море и оставшегося на «Наутилусе» добровольно. С его помощью, а также путём наблюдений за происходящим Ленд подыскивает подходящий случай, чтобы бежать. Для побега предполагается использовать отделяемый подводный аппарат, имеющийся на корабле. Но «на этом корабле ничего нельзя сделать незаметно», — говорит Франсуа. Так и оказывается; первая, спонтанная попытка побега не удаётся.

### Серия 2. «Принц Даккар»
«Наутилус» приходит к берегам Индии. Герои совершают прогулку по морскому дну в скафандрах, посещают жемчужные россыпи, а вскоре становятся свидетелями визитов на «Наутилус» посланцев с берега и узнают историю капитана Немо. В действительности капитан — индус, принц Даккар, ранее известный под именем Нана Сагиба, предводитель восстания сипаев, за голову которого назначена награда. В своё время, чтобы поймать Нана Сагиба, английский полковник Бунро захватил его жену и детей, долго убеждал жену выдать мужа, и, организовав на глазах женщины фиктивный расстрел её детей, довёл до сумасшествия. Нана явился, чтобы выручить жену, но был схвачен из-за предательства сподвижника, оказавшегося двойным агентом. Бунро приказывает расстрелять из пушек Нана Сагиба и других предводителей сипаев, но по его тайному приказу пушку, у которой гордый Сагиб встал без принуждения, не заряжают. Бунро показывает Нана Сагибу статью в газете The Times  с фотографией Бунро и Сагиба, где пишется, что Нана Сагиб перешёл на сторону англичан. Не поддавшись на провокацию англичан, верные товарищи освободили Нана Сагиба и помогли ему бежать. Благодаря полученному в Европе образованию принц Даккар спроектировал и организовал постройку подводного корабля фантастических для своего времени качеств и вместе с частью своих верных друзей ушёл в море. Но, уйдя от земли, капитан не перестал болеть душой за людей, борющихся с колонизаторами. Он продолжает помогать сипаям, передавая им собранные на морском дне гигантские ценности на покупку оружия.

### Серия 3. «Наутилус продолжает борьбу»
Тем временем обнаруживается преследователь. Английский военный фрегат, вооружённый мощными пушками, глубинными бомбами и движущийся с той же скоростью, что и «Наутилус», преследует капитана Немо на подходе к Криту. На борту фрегата — всё тот же полковник Бунро. В отличие от Немо, точно знающего своего врага, он лишь предчувствует, что с капитаном подводного судна ему уже приходилось встречаться раньше, но совершенно уверен, что «Наутилус» нужно уничтожить, так как всякий раз там, где он появляется, усиливается национально-освободительное движение.
«Наутилус» оказывается в неблагоприятном положении и не может атаковать. Немо пытается спрятать корабль в жерле потухшего вулкана, куда можно попасть подводным проходом, но в самый неподходящий момент вулкан просыпается. Выход завален, «Наутилус» в ловушке, воздуха остаётся на несколько часов. Титаническими усилиями всей команды, включая профессора, Конселя и Ленда, удаётся вручную разобрать завал и покинуть опасное убежище. Чтобы обмануть англичан, Немо взрывает в воде баки с горючим веществом, имитируя гибель корабля, а «Наутилус» уходит от преследования.
Затем корабль отправляется к острову Крит, восставшему против турецких захватчиков. Там капитан вновь встречается с посланцами восставших и передаёт им золото. После этого, встретив в море фрегат-преследователь, «Наутилус» топит его таранным ударом. Через какое-то время, когда корабль находится у берегов Норвегии, Ленд предлагает снова попытаться бежать. В последний момент беглецы узнают, что корабль входит в Мальстрём. Бежать здесь — почти верная гибель, но передумывать уже поздно — все очень плохо, но аппарат отделяется от «Наутилуса» и начинает всплытие. Волны разламывают его, и герои оказываются в воде.
Как ни странно, все трое выживают. Никто толком не помнит происходившего, но у каждого сохранилось ощущение, что в последний момент, когда он уже готов был пойти ко дну, кто-то помог удержаться и добраться до берега. На норвежском берегу герои находят людей и последнее послание от капитана Немо — письмо в железном ящике, неведомо как оказавшемся здесь. В письме Немо говорит, что не препятствовал побегу, поскольку тайна «Наутилуса» раскрыта и беглецы уже не представляют для него опасности. В заключительных кадрах профессор Аронакс у себя дома, в обществе жены и Конселя, даёт интервью корреспонденту и рассказывает о капитане Немо и своих планах написания книги о необыкновенном путешествии.

## Фильм и книги-источники
Фильм нельзя считать в полном смысле экранизацией какого-то или обоих романов «20000 льё под водой» и «Паровой дом». Фабула взята из «20000 льё под водой», но существенно сокращена и изменена как в общем, так и в деталях. Путешествие сокращено по географии (полностью исключены события, происходившие в Новой Гвинее, не показано плавание по Красному морю и Аравийский туннель, полностью выпущена «петля» маршрута, следующая через Атлантику к Южному полюсу и снова в Атлантику.
Изменено множество существенных деталей. Появилась жена у профессора Аронакса, тогда как в романе прямо говорится, что никого из трёх главных героев дома не ждут ни семья, ни родители, ни дети.
Существенны отклонения характеров главных героев от книжных. Профессор Аронакс показан как учёный-пацифист, тогда как в романе он совершенно определённо выступает за уничтожение опасного для мореплавания животного. Капитан Немо в фильме гораздо человечнее. Консель лишился своего главного характерного отличия — превосходного знания биологической классификации.
Из «Парового дома» в фильм попали лишь отдельные фрагменты, по мотивам которых сделаны «индийские» эпизоды. Осталась главная линия — противостояние Нана Сагиба и полковника-англичанина (в романе его фамилия — Монро), но полковник из положительного персонажа превращён в отрицательный, Нана Сагиб — из отрицательного в положительный.

## В ролях
- Владислав Дворжецкий — капитан Немо, он же принц Даккар (Нана Сагиб), создатель и командир подводного корабля «Наутилус»
- Юрий Родионов — профессор парижского университета Пьер Аронакс, биолог-естествоиспытатель
- Михаил Кононов — Консель, слуга профессора
- Владимир Талашко — канадский гарпунёр Нед Ленд (дублирует Алексей Сафонов)
- Марианна Вертинская — Жаклин Тюссо, супруга профессора Аронакса
- Виктор Демерташ — Франсуа, матрос подводного корабля «Наутилус» (дублирует Станислав Соколов)
- Александр Пороховщиков — капитан американского фрегата «Blue star» Фарагут
- Владимир Басов — военный министр Французской империи Руайе (роль частично озвучена Владиславом Дворжецким)
- Геннадий Нилов — Жорж Шейно, друг профессора Аронакса
- Земфира Цахилова — жена Немо
- Николай Дупак — Бунро, полковник колониальных войск Британской империи в Индии (дублирует Виктор Рождественский)
- Юрий Меншагин — Рам, индийский повстанец, товарищ Немо
- Гиви Тохадзе — Байджу, индийский повстанец
- Лев Перфилов — Пандер-Джонсон, сипай-ренегат

## Съёмочная группа
- Авторы сценария: Эдгар Смирнов, Василий Левин
- Режиссёр-постановщик: Василий Левин
- Оператор-постановщик: Фёдор Сильченко
- Художники-постановщики: Георгий Юдин, Григорий Волошин
- Художник по костюмам: Наталия Акимова
- Композитор: Александр Зацепин
- Текст песен: Леонид Дербенёв

## Саундтрек
Музыка из кинофильма официально издана в 2020 году на бокс-сете Александра Зацепина «Оригинальная музыка к кинофильмам» и на отдельной пластинке.

### Песни, прозвучавшие в фильме
- «Отважный боцман Боб» (поёт Михаил Кононов).
- «Женщина с зелёными глазами» (исполняет Олег Анофриев).
- «И будет так всегда» (исполняет Марианна Вертинская).
- «Песня о морском чудовище».